# Spominski znak Brnik
Spominski znak Brnik je spominski znak Slovenske vojske, ki je bil podeljen veteranom slovenske osamosvojitvene vojne, ki so sodelovali v spopad na Brniku 27. junija 1991.

## Opis
Spominski znak ima obliko ščita, dimenzij 25 x 30 mm. 

## Nosilci
Znak je prejelo 44 pripadnikov TO RS; eden med njimi, podporočnik Roman Marguč, pa je za isti spopad prejel še častni vojni znak.